# Pieter Boddaert (spisovatel)
Pieter Boddaert (6. srpna 1694, Middelburg – 24. ledna 1760, Middleburg) byl nizozemský právník, básník a spisovatel.
Byl otcem biologa Pietera Boddaerta.

## Dílo
- Nagelaten mengelgedichten (1761)[1]
- Stichtelijke gedichten (1726–1738)[2]